# 岩尾芳耕
岩尾 芳耕（いわお よしやす、1949年7月26日 - ）は、熊本県出身の俳優。ダブルフォックス所属。

## 人物
旧芸名は岩尾 拓志。
身長172cm→173cm。体重65kg。血液型A型。
趣味は野球、水泳、ジャズ鑑賞。特技は料理、トランペット。

## 出演作品

### テレビドラマ
NHK
- 金曜時代劇 / 腕におぼえあり3（1993年）
- 大河ドラマ / 琉球の風 DRAGON SPIRIT（1993年）
- 土曜ドラマ / もうひとつの家族（1995年）
- T.T.K. DRAMA SPECIAL / 悪夢の王（1995年） - コウの父
- ジュニアドラマシリーズ クラインの壺（1996年）
- 中学生日記

日本テレビ
- 大激闘マッドポリス'80（1980年）
- 火曜サスペンス劇場 / 取調室10（1999年） - 藤村捜査本部長（多久警察署署長）

TBS
- そして戦争が終った（1985年）
- 忠臣蔵・女たち・愛（1987年）
- 金曜ドラマ
  - 誰にも言えない（1993年）
  - 僕が彼女に、借金をした理由。（1994年）
  - ジューン・ブライド（1995年）
  - 君と出逢ってから（1996年）
  - 協奏曲（1996年）
- 月曜ドラマスペシャル / かあさんはドン? 3（1993年）
- 東芝日曜劇場
  - スウィート・ホーム（1994年）
  - Beautiful Life 〜ふたりでいた日々〜（2000年）
- 人生は上々だ（1995年）
- ドラマ30 / トツゼン親娘（1995年）
- パナソニック ドラマシアター / 水戸黄門 第42部（2010年） - 高部惣右衛門

フジテレビ
- ゴールデンドラマシリーズ / 悪の紋章（1979年）

テレビ朝日
- さすらい刑事旅情編（1994年）
- スーパー戦隊シリーズ
  - 救急戦隊ゴーゴーファイブ（1999年 - 2000年） - 乾謙二
  - 騎士竜戦隊リュウソウジャー（2019年） - 小野田圭介
- 土曜ワイド劇場
  - 新・女弁護士 朝吹里矢子7（2000年） - 目黒東警察署刑事
  - 駅弁探偵ミステリー列車（2001年）
- 相棒
  - （2003年） - 真鍋純一郎
  - （2010年） - 水元卓蔵
- 仮面ライダー剣 NEW GENERATION-01（2004年） - 課長（夏美の上司）
- 奇跡の生還者 特別版 恐怖の事件スペシャル（2004年）
- はぐれ刑事純情派

東京12チャンネル→テレビ東京
- おやこ刑事（1979年）
- 超光戦士シャンゼリオン（1996年） - 視察官

テレビ愛知
- トミカヒーロー レスキューファイアー（2009年） - 恵タツゴロウ

### 映画
- 食卓のない家（1985年）
- 海と毒薬（1986年）
- マルサの女（1987年） - 査察官
- YYK論争 永遠の誤解（1999年）
- ネムリユスリカ（2011年） - 鷺沼櫂
- 菜の花宅急便

### Vシネマ
- 修羅のみち6 血染めの海峡（2003年）
- 真・雀鬼

### 舞台
- セチュアンの善人（1976年）※デビュー作
- 例外と原則
- 父帰る
- オッペケペ
- スパイ物語
- 門
- そよそよ族の反乱
- 一軒の家、一本の木、一人の息子
- 同士の人々
- 鬼切姫-第二章-
- 桃から生まれた桃太郎

### CM
- 富士通
- 毎日香
- バイオシャークフーズ
- NEC
- 興和 「ザ・ガードコーワPC」
- パナソニック 「Jコンセプト」
- サントリー 「BOSS」